# Bahía de Colonia
La bahía de Colonia,también llamada llanura de Colonia es una zona densamente poblada de Alemania situada entre las ciudades de Bonn, Aquisgrán y Düsseldorf/Neuss. Está situada en el suroeste del estado de Renania del Norte-Westfalia y forma la conclusión natural meridional de las tierras bajas del bajo Rin y la transición al macizo Renano (Rheinische Schiefergebirge o "Montañas de Pizarra Renanas"). La cuenca de Colonia está rodeada por los Altos Pantanos y el Eifel al oeste del Rin y por las tierras altas de Bergisches Land al este del Rin. Al sur y al sureste, el macizo del Rin, visible desde lejos por la silueta de las Siebengebirge, rodea la cabecera de la bahía en Königswinter. Al noroeste, la bahía de Colonia se abre a los valles del Rin y del Mosa; al noreste, limita con la cuenca calcárea de Münster (Münsterländer Kreidebecken) de la cuenca de Westfalia. 

## Clima y geología
La llanura de Colonia es una de las regiones más cálidas de Alemania. Mientras que los veranos en la parte alta del Rin son algo más cálidos, los inviernos en la zona son tan suaves que la permanencia de la nieve en el suelo durante varios días se habría considerado bastante excepcional en las décadas anteriores al inicio del actual cambio climático. Debido a las precipitaciones orográficas de las cadenas montañosas circundantes, el clima también es relativamente húmedo. En combinación con el valioso suelo de loess, estos factores hacen de la bahía de Colonia una de las regiones más fértiles de Alemania.
Hace unos 30 millones de años, partes del macizo del Rin se hundieron y formaron una región de tierras bajas. Debido al clima subtropical de aquella época, hubo un exuberante crecimiento vegetal de abundantes variedades. Hace unos 15 millones de años, estas plantas se extinguieron y formaron una capa de turba de hasta 270 metros de espesor. Por la presión de las capas de tierra que yacían sobre ella, la turba se comprimió hasta convertirse en lignito (carbón pardo).
Los ríos predecesores del actual Rin excavaron un amplio cauce a través de la roca. Estos precursores del Rin trajeron escombros de los Alpes, el Eifel, el Hunsrück y el Westerwald. Donde el agua fluía lentamente (en las zonas de aguas poco profundas), quedaba arcilla; donde fluía rápido, se asentaban arena y grava. En aquella época, las orillas del mar del Norte llegaban ocasionalmente hasta donde hoy se encuentran las ciudades de Aquisgrán, Erkelenz y Mönchengladbach.
La llanura de Colonia también es hoy sísmicamente activa.

La región se caracteriza por su agricultura (con huertos), por la minería de lignito a cielo abierto, por los paisajes del Voreifel y el Bergisches Land, así como por 325 fortalezas y castillos, que solían construirse como castillos con foso de agua. 

## Para saber más
- Pastor, Johannes. 2007. "Environmental Aspects of Mine Closures and Abandoned Mine Site Rehabilitation in Germany". Paper presented at the 28. Convención Minera - 28th Mining Convention and Conference, 11 de septiembre de 2007, Arequipa, Peru.